# Джаїр Кає де Бріто
Джаїр Кає де Бріто (порт. Djair Kaye de Brito, нар. 21 вересня 1971, Ріо-де-Жанейро) — бразильський футболіст, що грав на позиції півзахисника. По завершенні ігрової кар'єри — тренер.
Виступав, зокрема, за «Ботафогу», «Інтернасьйонал» та «Сан-Паулу», а також національну збірну Бразилії.

## Клубна кар'єра
У дорослому футболі дебютував 1989 року виступами за команду «Ботафогу», в якій провів три сезони і двічі вигравав чемпіонат штату.
1991 року Джаїр відправився до Європи, де виступав за швейцарський «Санкт-Галлен» та італійське «Лаціо», але ніде не заграв і незабаром повернувся а батьківщину, ставши гравцем "Інтернасьйонала"у з Порту-Алегрі, з яким виборов титул володаря Кубка Бразилії у 1992 році.
Після цього захищав кольори клубів «Флуміненсе» та «Фламенго», з кожним з яких по разу виграв Лігу Каріока у 1995 та 1996 році відповідно. Згодом недовго виступав за «Сан-Паулу», після чого повернувся у «Ботафогу», вигравши з ним четверту у своїй кар'єрі Лігу Каріока.
У 1998—1999 роках Джаїр грав за «Крузейру», з яким став переможцем Рекопи Південної Америки та Ліги Мінейро.
У 2000 році Джаїр виступав за «Корінтіанс», а в 2001—2002 роках за «Атлетіко Мінейру». У 2003 році він знову став гравцем «Флуміненсе», в якому 24 серпня 2003 року в грі проти «Парани» (0:3) Джаїр востаннє зіграв у Серії А.
Згодом Джаїр пограв за «Мадурейру» та катарський «Аль-Гіляль». Потім, коли здавалося, що Джаїр закінчить кар'єру, 35-річний гравець знову підписав контракт з «Мадурейрою», і несподівано допоміг скромному клубу виграти Трофей Ріо у 2006 році, вперше в історії клубу. Надалі пограв ще за кілька невеличких клубів і завершив ігрову кар'єру у команді «Дукі-ді-Кашіас», за яку виступав протягом 2008 року.

## Виступи за збірні
1991 року залучався до складу молодіжної збірної Бразилії. У складі цієї команди виграв молодіжний чемпіонат Південної Америки у Венесуелі і поїхав на Молодіжний чемпіонат світу 1991 року в Португалії. Там Джаїр зіграв у всіх шести матчах і забив дубль у матчі чвертьфіналу проти Кореї (5:1), допомігши команді дійти до фіналу, в якому його команда поступилась в серії пенальті 2:4 господарям турніру португальцям і змушена була задовольнитись срібними нагородами.
З командою до 23 років у 1992 році брав участь у Передолімпійському турнірі КОНМЕБОЛ, де бразильці не змогли вийти з групи.
5 і 8 червня 1999 року зіграв два товариські матчі у складі національної збірної Бразилії проти Нідерландів (2:2, 3:1), які виявились його єдиними матчами за головну команду країни.

## Кар'єра тренера
Розпочав тренерську кар'єру, повернувшись до футболу після тривалої перерви, 2018 року, увійшовши до тренерського штабу клубу «Мадурейра», а пізніше недовго був головним тренером команди.

## Титули і досягнення
- Володар Кубка Бразилії (1):

«Інтернасьйонал»: 1992
- Переможець Ліги Каріока (6):

«Ботафогу»: 1989, 1990, 1997
«Флуміненсе»: 1995, 2002
«Фламенго»: 1996
- Переможець Ліги Гаушу (2):

«Інтернасьйонал»: 1992, 1994
- Переможець Ліги Мінейро (1):

«Крузейру»: 1998
- Переможець Рекопи Південної Америки (1):

«Крузейру»: 1998
- Чемпіон Південної Америки (U-20): 1991